# Saimenvikare

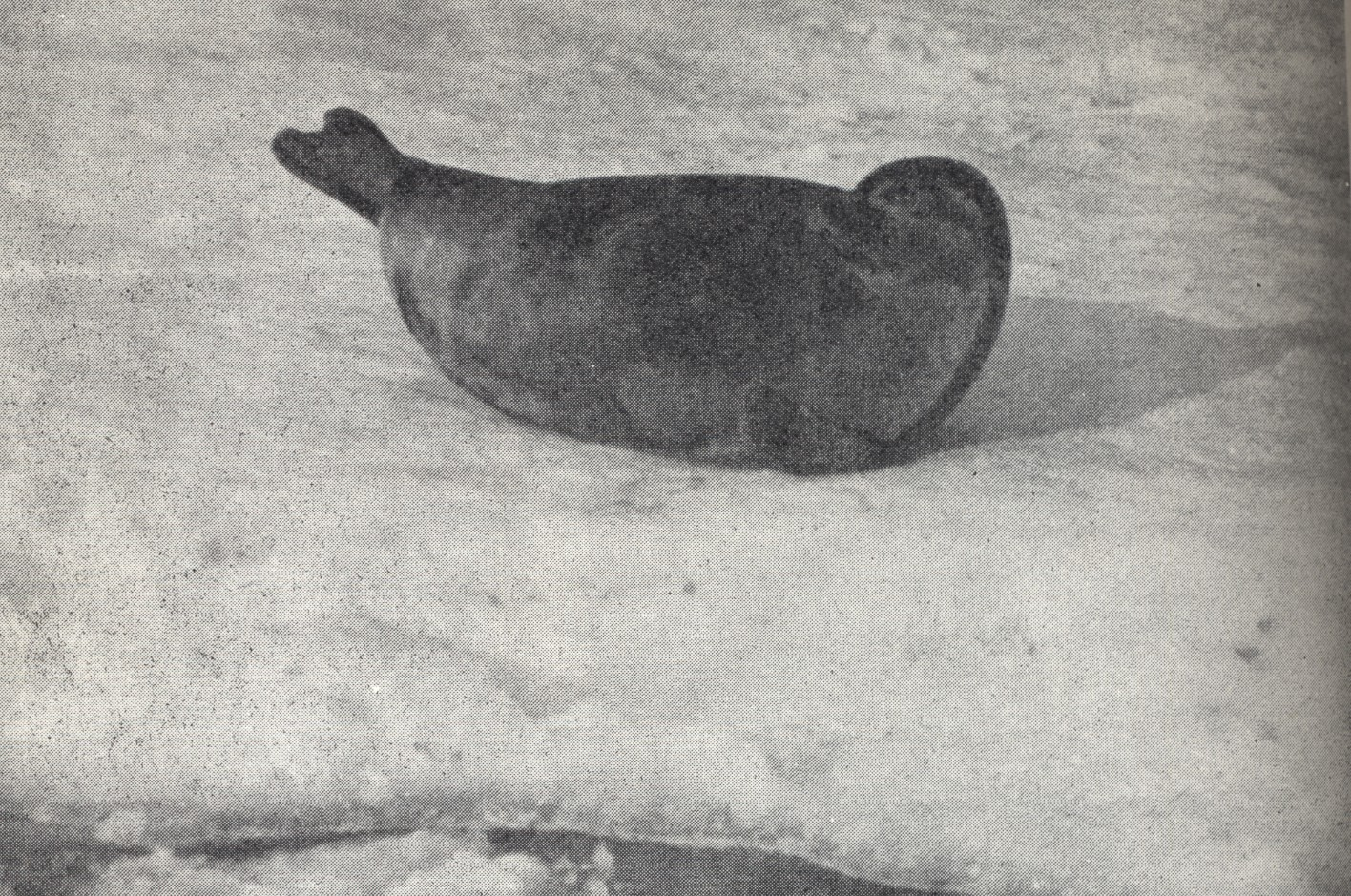
Foto, uppskattningsvis från 1956.

Saimenvikare (Pusa saimensis) (finska: saimaannorppa) är en art av vikare, som  förekommer enbart i sjön Saimen i Finland. Det finns cirka 440 saimenvikare i världen.
Saimenvikaren isolerades för ca 8000 år sedan från andra vikare på grund av landhöjningen efter senaste istiden, som gjorde att de blev instängda i delar av Östersjön som blev en insjö. De isolerade sälarna utvecklades morfologiskt, ekologiskt och genetiskt till en egen underart. Saimenvikaren har större ögon och hjärna än andra vikare.

## Utseende
Saimenvikaren är mellan 130 och 145 centimeter lång och kan väga 50-90 kilogram. Sälen har grå päls med mörka fläckar som har en ljusare kant, ibland tydligt runda.

## Status och hot
Vikaren i Saimen ställdes 1955 under skydd. På grund av jakt och utsläpp av kvicksilver var underarten med bara 180 individer nästan utdöd. I dagens läge ökar beståndet med två procent per år. Kring sekelskiftet 2000 fanns omkring 250 vikare i sjön, vintern 2012 310 vikare. Det största hotet är fiskeredskap, och då främst nätfiske eftersom sälarna ofta fastnar i näten och drunknar. Denna underart har också haft svårt att reproducera sig, eftersom isarna håller en alltför låg kvalitet i dess utbredningsområde. På 2010-talet har saimenvikarbeståndet ökat till cirka 360 individer. Under snöfattiga vintrar skottar frivilligarbetare upp snödrivor, som vikaren använder vid fortplantningen. Flera sälungar  överlever tack vare de snödrivor som byggts.
Saimenvikaren klassas i Finland som starkt hotad (EN).  
Man strävar efter en ökning av populationen till 400 individer 2025, men den har hotat minska också under senare tid. Därför vill Finlands naturskyddsförbund att det nuvarande nätförbud från april till juni utökas för en längre period och område. 400 individer anses vara det minsta bestånd som inte hotas av tillfälliga störningar, såsom olämplig väderlek.